# دابلیو. وارن باربر
دابلیو. وارن باربر (به انگلیسی: W. Warren Barbour) سناتور سابق عضو حزب جمهوری‌خواه ایالات متحده آمریکا بود. وی در سال ۱۹۳۱ تا ۱۹۳۷ و ۱۹۳۸ تا ۱۹۴۳ میلادی سناتور ایالت نیوجرسی در سنای ایالات متحده آمریکا بود.